# Chennaiyin Football Club
Chennaiyin Football Club är en indisk fotbollsklubb från staden Chennai i Indien som bildades år 2014. Laget spelar för tillfället i Indian Super League. Bollywoodstjärnan Abhishek Bachchan och Mahendra Singh Dhoni som är lagkapten för det indiska cricketlandslaget är delägare i klubben.

## Svenska spelare
| Namn           | Årtal     | Matcher | Mål |
| -------------- | --------- | ------- | --- |
| Bojan Djordjic | 2014–2015 | 11      | 0   |
| Pierre Tillman | 2014      | 0       | 0   |

Tillman spelade två vänskapsmatcher 2014.